# Fan

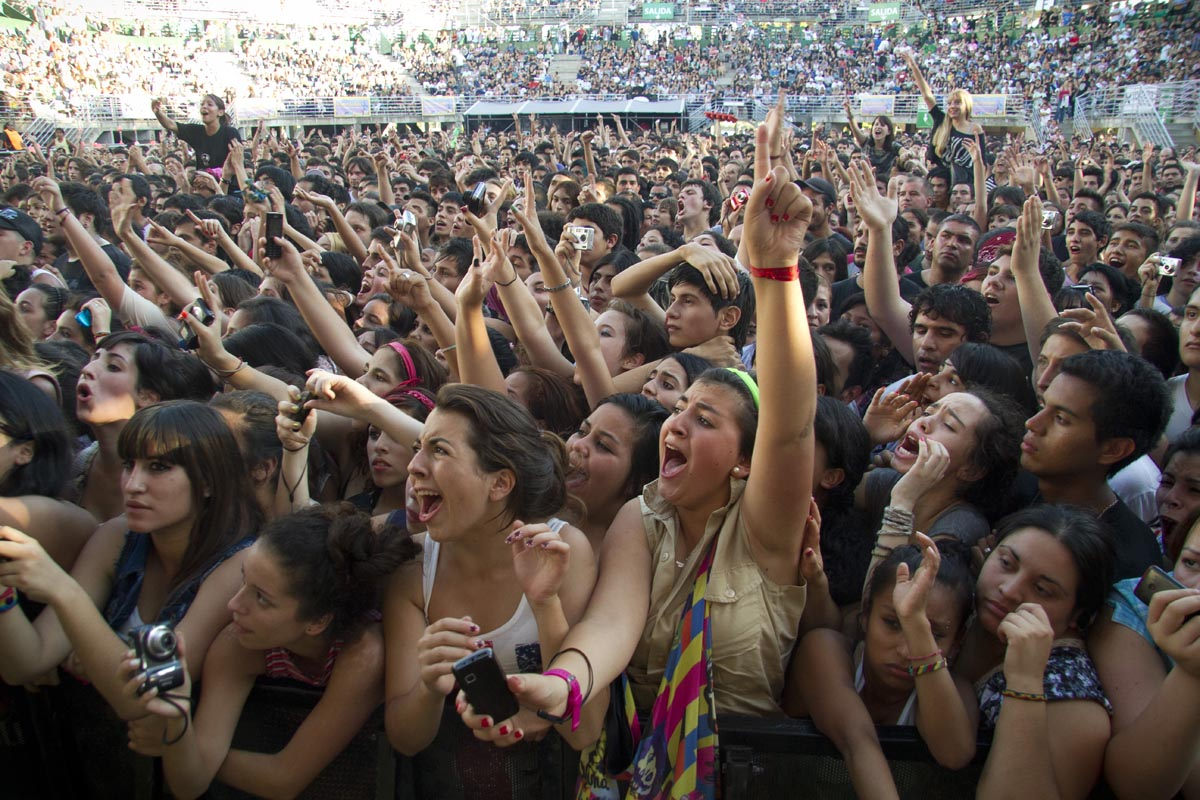
I fan di un recital a Buenos Aires, in Argentina

Il fan (/ˈfæn/, in inglese , "sostenitore, appassionato", contrazione di fanatic), a cui ci si riferisce anche con il termine spagnolo aficionado, è un individuo che ha una passione, un interesse o ammirazione verso particolari forme di arte o tematiche.

## Origine del termine
Il termine «fan» è stato mutuato dalla lingua inglese dove nasce scherzosamente come abbreviazione di fanatic (in italiano «fanatico»). I fan spesso si organizzano in gruppi più o meno formali noti come fan club. Alcuni di questi gruppi pubblicano anche riviste indipendenti dedicate al loro oggetto d'interesse, denominate fanzine.
Il substrato culturale che lega la comunità dei fan nel suo complesso è invece detta fandom.

## Utilizzo del termine
Talvolta la parola fan è usata con un sottile connotato negativo, associandola al termine fanatismo. Il termine di fanboy è un dispregiativo che deriva dalla lingua inglese, letteralmente, significa "ragazzo fanatico".

## Caratteristiche
I fan sono tipicamente interessati anche ai più minuti dettagli dell'oggetto della loro passione comune; questo è l'aspetto che li differenzia più chiaramente da coloro che possiedono solo un interesse superficiale. Una peculiarità di alcuni fan è anche quella di produrre spesso opere ispirate all'oggetto della loro passione, come ad esempio racconti (fanfiction), disegni (fan art) o filmati (fan film).

## Esempi
Si può essere fan in ambienti, settori e categorie a volte affini, a volte molto diversi ed eterogenei tra loro, per esempio:
- Musica: sono gli appassionati di una corrente musicale, un particolare gruppo o un singolo artista. I fan seguono religiosamente ogni tournée, collezionano ogni album, raccolgono poster, ecc. In casi estremi la fan musicale è chiamata anche groupie.
- Cinema, TV e media: appassionati di attori, registi o di particolari film o telefilm, ad esempio il fandom basato sulla saga di Guerre stellari.
- Consumo: esistono appassionati di particolari ditte o prodotti che hanno assunto lo stato di oggetto-feticcio. Per esempio la Lambretta, o i sistemi Macintosh.
- Sport: i sostenitori di una squadra o di un particolare giocatore si riuniscono spesso in fan club, più noti con il nome di tifosi (in inglese supporters). Le frange più violente del tifo prendono anche il nome di ultras, detti hooligan nel tifo sportivo britannico.
- Tecnologia: computer, sistemi operativi.
- Libri e fumetti.
- Videogiochi: console, videogiochi.